# Tricholipeurus parallelus
Tricholipeurus parallelus är en insektsart som först beskrevs av Henry Fairfield Osborn 1896.  Tricholipeurus parallelus ingår i släktet Tricholipeurus och familjen pälslöss. Inga underarter finns listade i Catalogue of Life.